# Saison 1972-1973 de la LCH
Saison précédente Saison suivante
La saison 1972-1973 est la 10e saison de la Ligue centrale de hockey.

## Saison régulière
À la suite du retrait des Blazers d'Oklahoma City et des Blues de Kansas City, il ne reste que quatre équipes pour disputer le championnat. Pour que la saison ait quand même lieu, les dirigeants de la LCH négocient avec la Western Hockey League pour disputer une saison régulière commune, mais des séries éliminatoires séparées.

### Classement final
| Clt   | Équipe                | PJ | V  | D  | N  | BP  | BC  | Diff | Pts |
| ----- | --------------------- | -- | -- | -- | -- | --- | --- | ---- | --- |
| +001, | Black Hawks de Dallas | 72 | 38 | 23 | 11 | 256 | 208 | 48   | 87  |
| +002, | Knights d'Omaha       | 72 | 35 | 27 | 10 | 262 | 263 | -1   | 80  |
| +003, | Wings de Fort Worth   | 72 | 31 | 35 | 6  | 254 | 267 | -13  | 68  |
| +004, | Oilers de Tulsa       | 72 | 26 | 37 | 9  | 259 | 308 | -49  | 61  |

- En gras : qualifié pour les séries éliminatoires

### Meilleurs pointeurs
| Joueur         | Équipe     | PJ | B  | A  | Pts | Pun |
| -------------- | ---------- | -- | -- | -- | --- | --- |
| Lyle Moffat    | Tulsa      | 71 | 40 | 40 | 80  | 108 |
| Danny Gruen    | Fort Worth | 68 | 35 | 45 | 80  | 194 |
| Reg Bechtold   | Tulsa      | 70 | 40 | 39 | 79  | 23  |
| Lynn Powis     | Omaha      | 72 | 34 | 40 | 74  | 49  |
| Michel Cormier | Fort Worth | 72 | 35 | 38 | 73  | 24  |

## Séries éliminatoires de la Coupe Adams

### Arbre de qualification
|  | Demi-finales | Demi-finales        | Demi-finales | Demi-finales    |     |                       | Finale de la Coupe Adams | Finale de la Coupe Adams | Finale de la Coupe Adams | Finale de la Coupe Adams |
|  |              |                     |              |                 |     |                       |                          |                          |                          |                          |
|  |              |                     |              |                 |     |                       |                          |                          |                          |                          |
|  | 2e           | Knights d'Omaha     | 3            | 3               |     |                       |                          |                          |                          |                          |
|  | 2e           | Knights d'Omaha     | 3            | 3               |     |                       |                          |                          |                          |                          |
|  | 3e           | Wings de Fort Worth | 1            | 1               |     |                       |                          |                          |                          |                          |
|  | 3e           | Wings de Fort Worth | 1            | 1               | 1er | Black Hawks de Dallas | 3                        | 3                        |                          |                          |
|  |              |                     |              |                 | 1er | Black Hawks de Dallas | 3                        | 3                        |                          |                          |
|  |              |                     | 2e           | Knights d'Omaha | 4   | 4                     |                          |                          |                          |                          |
|  |              |                     |              |                 | 4   | 4                     |                          |                          |                          |                          |
|  |              |                     |              |                 |     |                       |                          |                          |                          |                          |
|  |              |                     |              |                 |     |                       |                          |                          |                          |                          |
|  |              |                     |              |                 |     |                       |                          |                          |                          |                          |

### Finale
Les Knights d'Omaha gagnent leur quatrième Coupe Adams en battant  les Black Hawks de Dallas sur le score de 4 matchs à 3.

### Effectif champion
L'effectif de l'équipe des Knights d'Omaha sacré champion de la Coupe Adams est le suivant :
- Gardien de but : Wayne Bell,  Ray Reeson ;
- Défenseurs : Alain Beaule, Dwight Bialowas, Murray Flegel, John Huber, Ed Kea, Jean Lemieux ;
- Attaquants : Wendell Bennett, Gary Coalter, Doug Horbul, Don Martineau, Brian McKenzie, Dave Murphy, Lynn Powis, Wayne Schaab, Scott Smith, Allie Sutherland, Jack Wells, Alan Young ;
- Entraîneur : Fred Creighton.

## Honneurs remis aux joueurs et équipes

### Trophées
| Trophée                 | Joueur         | Équipe                |
| ----------------------- | -------------- | --------------------- |
| Meilleur gardien de but | Mike Veisor    | Black Hawks de Dallas |
| meilleur défenseur      | Len Frig       | Black Hawks de Dallas |
| meilleure recrue        | Mike Veisor    | Black Hawks de Dallas |
| meilleur pointeur       | Lyle Moffat    | Oilers de Tulsa       |
| meilleur joueur         | Michel Cormier | Wings de Fort Worth   |
| meilleur entraîneur     | Fred Creighton | Knights d'Omaha       |

### Équipes d'étoiles
| Position       | Première équipe | Première équipe       | Deuxième équipe | Deuxième équipe       |
| Position       | Joueur          | Équipe                | Joueur          | Équipe                |
| -------------- | --------------- | --------------------- | --------------- | --------------------- |
| Gardien de but | Mike Veisor     | Black Hawks de Dallas | Ray Reeson      | Knights d'Omaha       |
| Défenseur      | Larry Giroux    | Wings de Fort Worth   | Dan Helm        | Wings de Fort Worth   |
| Défenseur      | Len Frig        | Black Hawks de Dallas | Ian McKegney    | Black Hawks de Dallas |
| Ailier gauche  | Dave Kryshow    | Black Hawks de Dallas | Michel Cormier  | Wings de Fort Worth   |
| Centre         | Reg Bechtold    | Oilers de Tulsa       | Wayne Shaab     | Knights d'Omaha       |
| Ailier droit   | Moe L'Abbé      | Black Hawks de Dallas | Bob Collyard    | Wings de Fort Worth   |